# Faroensi
I faroensi, chiamati anche faringi, feringi, feroesi o faroesi (føroyingar, AFI: [ˈførɪŋɡar]) sono gli abitanti delle isole Fær Øer, situate nel Nord-Europa occidentale. La maggior parte della popolazione ha origini norrene e celtiche.
La prima lingua parlata è il faroense, strettamente imparentato con l'islandese. La seconda lingua ufficiale è il danese.

## Origini
I primi ad approdare sul territorio delle Fær Øer nel VI secolo furono alcuni monaci ed eremiti provenienti dall'Irlanda.
Attorno al 650, arrivarono i vichingo-gaelici e portarono nelle isole la lingua e la cultura norrena. Non ci sono molte fonti riguardanti questo periodo, lasciando così spazio a varie congetture. Un'unica fonte islandese, la Saga dei Faroensi, parla di insediamenti primitivi. Il documento è stato scritto attorno al 1200 e descrive eventi accaduti circa 300 anni prima. Secondo la Saga, molti norreni si opposero alla politica di unificazione del regno norvegese, e fuggirono verso altri territori, inclusi quelli recentemente scoperti ad ovest.
Gli storici ne hanno dedotto che sin dai tempi della Saga dei Faroensi, il vichingo Grímur Kamban fu il primo occupante delle Fær Øer. I norvegesi devono esser stati al corrente dell'esistenza delle isole, prima di lasciare la Norvegia: infatti, se Grímur Kamban vi si è stabilito per primo, i norvegesi dovevano già conoscerle. Un'altra probabile spiegazione è quella secondo la quale i norvegesi sono venuti a conoscenza delle Isole attraverso le esperienze di scozzesi e irlandesi che per primi vi erano approdati.
Anche se Grímur è un antico nome norreno, Kamban indica invece un'origine celtica. Forse si trattava di un irlandese, di un uomo delle isole occidentali o dell'Isola di Man, dove vi erano già insediamenti vichinghi. I nomi di alcuni tra gli insediamenti più antichi delle Fær Øer suggeriscono che i primi coloni provenissero dalle isole scozzesi o dalle coste inglesi.
Recenti studi sul DNA della popolazione faroense dimostrano che il cromosoma Y, che traccia la storia ereditaria maschile, è per l'87% legato alla popolazione scandinava.